# Divinilbenzene
Il divinilbenzene (DVB) è un composto organico con formula chimica C6H4(CH=CH2)2, costituito da un anello benzenico sostituito con due gruppi vinilici. Può essere considerato un derivato dello stirene (vinilbenzene) ottenuto idealmente mediante l'introduzione di un secondo gruppo vinilico.
A temperatura ambiente si presenta come un liquido incolore ed è prodotto principalmente tramite deidrogenazione ossidativa di miscele isomeriche di dietilbenzene. Durante la sintesi, l'o-divinilbenzene tende a ciclizzare formando naftalene e, per questo motivo, non è generalmente presente nelle comuni miscele commerciali di DVB.

## Produzione e utilizzo
Si produce per deidrogenazione del dietilbenzene:
C6H4(C2H5)2 → C6H4(CH=CH2)2 + 2 H2
Il divinilbenzene è comunemente disponibile come miscela isomerica con rapporto approssimativo 2:1 tra m-divinilbenzene e p-divinilbenzene, contenente anche quantità variabili dei corrispondenti isomeri etilvinilbenzene.
Lo stirene e il divinilbenzene possono copolimerizzare formando il copolimero stirene-divinilbenzene (S-DVB o Sty-DVB). Il polimero reticolato ottenuto è ampiamente utilizzato nella produzione di resine a scambio ionico e delle resine Merrifield, impiegate nella sintesi peptidica su fase solida.

## Nomenclatura
- Orto (o) – noto anche come 1,2-dietenilbenzene, 1,2-divinilbenzene, o-vinilstirene o o-divinilbenzene.
- Meta (m) – noto anche come 1,3-dietenilbenzene, 1,3-divinilbenzene, m-vinilstirene o m-divinilbenzene.
- Para (p) – noto anche come 1,4-dietenilbenzene, 1,4-divinilbenzene, p-vinilstirene o p-divinilbenzene.

In nomenclatura IUPAC questi composti sono denominati dietenilbenzeni, sebbene tale denominazione sia raramente utilizzata nella pratica.